# 稲垣温泉
稲垣温泉（いながきおんせん）は、青森県つがる市にある温泉。稲垣温泉ホテル花月亭が運営する。

## 泉質
- 塩化物泉
  - 源泉温度50℃

## 歴史
旧稲垣村の集落のほぼ中央に、地下水を沸かした公衆浴場があったが、水量が減ってきたためボーリングを実施したところ、1966年（昭和41年）に源泉開発に成功した。

## アクセス
- 鉄道 : 五能線五所川原駅より車で約15分。